# Caso de violación en Steubenville High School
La violación en Steubenville High School ocurrió en Steubenville, Ohio, en la noche del 11 de agosto de 2012, cuando una chica de secundaria incapacitada por el alcohol fue pública y repetidamente agredida sexualmente por sus compañeros, varios de los cuales documentaron los actos en las redes sociales. 

## Desarrollo de los hechos
En la noche del 11 de agosto, los vídeos y evidencias fotográficas muestran que la joven fue agredida sexualmente en el transcurso de varias horas por un grupo de varios chicos, algunos de ellos miembros del equipo de fútbol Steubenville High's Football y que la muchacha estaba inconsciente. La víctima fue fotografiada repetidamente mientras era agredida sexualmente. La víctima también fue penetrada vaginalmente con los dedos por algunos estudiantes, un acto definido como violación bajo la ley de Ohio.
La actitud jocosa de los asaltantes hizo que documentaran la agresión en sus cuentas de Facebook, Twitter, mensajes de texto y grabaciones en sus teléfonos móviles. El incidente y el consiguiente procedimiento judicial generaron gran controversia y llevaron a un debate nacional sobre la violación y la cultura de la violación. Dos estudiantes de la escuela secundaria y los jugadores de fútbol Ma'lik Richmond y Trent Mays, ambos de 16 años de edad en el momento del crimen, fueron condenados en un tribunal de menores por la violación de otra menor de edad. Además, otros tres adultos fueron acusados de obstruir la investigación de la violación, mientras que el superintendente de las escuelas de Steubenville también fue acusado de obstaculizar la investigación de otra violación que tuvo lugar a principios de 2012.

## Reacción pública
El caso atrajo la atención nacional después de que fuera profusamente cubierto en el diario New York Times, en parte por el papel de las redes sociales en su desarrollo dado que la autodenominada "tripulación violadora" ("Rape Crew") publicitaron la agresión que estaban cometiendo mediante Twitter, YouTube, Instagram, y mensajes de texto. Algunos miembros de la comunidad de Steubenville culparon a la chica por su propia violación y la culparon por perjudicar la fama del equipo de fútbol y de la ciudad.